# San Martín Jilotepeque
San Martín Jilotepeque est une ville du Guatemala dans le département de Chimaltenango.